# Venäissaari
Venäissaari är en ö i Finland. Den ligger i sjön Pihlajavesi och i kommunen Keuru i den ekonomiska regionen  Keuru ekonomiska region  och landskapet Mellersta Finland, i den södra delen av landet, 240 km norr om huvudstaden Helsingfors. Öns area är 0,8 hektar och dess största längd är 150 meter i öst-västlig riktning.